# Льговська сільська рада
Льго́вська сільська́ ра́да — адміністративно-територіальна одиниця та орган місцевого самоврядування в Кіровському районі Автономної Республіки Крим. Адміністративний центр — село Льговське.

## Загальні відомості
- Населення ради: 3 026 осіб (станом на 2001 рік)

## Населені пункти
Сільській раді підпорядковані населені пункти:
- с. Льговське
- с. Добролюбовка
- с. Долинне
- с. Пруди

## Склад ради
Рада складалася з 20 депутатів та голови.
- Голова ради: Дацюк Сергій Олександрович

### Керівний склад попередніх скликань
| Прізвище, ім'я, по батькові | Основні відомості                                                         | Дата обрання | Дата звільнення |
| --------------------------- | ------------------------------------------------------------------------- | ------------ | --------------- |
| Касаєва Олена Іванівна      | Сільський голова, 1959 року народження, позапартійна                      | 29.08.2006   | 01.09.2008      |
| Дацюк Сергій Олександрович  | Сільський голова, 1959 року народження, освіта вища, член Партії регіонів | 15.03.2009   | 31.10.2010      |
| Дацюк Сергій Олександрович  | Сільський голова, 1959 року народження, освіта вища, член Партії регіонів | 31.10.2010   |                 |

Примітка: таблиця складена за даними сайту Верховної Ради України

### Депутати
За результатами місцевих виборів 2010 року депутатами ради стали:

#### За суб'єктами висування
| Суб'єкт висування           | Кількість обраних депутатів | %  |
| --------------------------- | --------------------------- | -- |
| Партія регіонів             | 12                          | 60 |
| Самовисування               | 6                           | 30 |
| Комуністична партія України | 2                           | 10 |

#### За округами
| № округу                    | Прізвище, ім'я, по батькові     | Дата визнання обраним | Освіта  | Партійна приналежність            | Відомості про обраного депутата                     |
| --------------------------- | ------------------------------- | --------------------- | ------- | --------------------------------- | --------------------------------------------------- |
| Комуністична партія України |                                 |                       |         |                                   |                                                     |
| 4                           | Рикова-Попова Тетяна Степанівна | 04.11.2010            | вища    | член Комуністичної партії України | пенсіонер                                           |
| 18                          | Приходченко Валентина Семенівна | 04.11.2010            | середня | член Комуністичної партії України | пенсіонер                                           |
| Партія регіонів             |                                 |                       |         |                                   |                                                     |
| 1                           | Клюєва Зінаїда Василівна        | 04.11.2010            | середня | член Партії регіонів              | Прудівський сільський клуб, завідувачка             |
| 2                           | Закусило Віталій Денисович      | 04.11.2010            | середня | член Партії регіонів              | дитячий садок с. Пруди, охоронець                   |
| 3                           | Мітченко Людмила Евгенівна      | 04.11.2010            | середня | член Партії регіонів              | тимчасово не працює                                 |
| 5                           | Щербань Маргарита Володимирівна | 04.11.2010            | вища    | член Партії регіонів              | приватний підприємець                               |
| 7                           | Луговська Людмила Володимирівна | 04.11.2010            | середня | член Партії регіонів              | Льговська сільська бібліотека, завідувачка          |
| 9                           | Марчишин Сергій Ярославович     | 04.11.2010            | вища    | член Партії регіонів              | Льговська сільська рада, землевпорядник             |
| 11                          | Бинерт Людмила Михайлівна       | 04.11.2010            | вища    | член Партії регіонів              | Льговська загальноосвітня школа, вчитель            |
| 12                          | Кадук Наталія Викторівна        | 04.11.2010            | середня | член Партії регіонів              | Льговська ЖКС, касир-контролер                      |
| 13                          | Марчішина Наталія Валеріївна    | 04.11.2010            | вища    | член Партії регіонів              | Льговська загальноосвітня школа, вчитель            |
| 14                          | Кузнецов Віталій Миколайович    | 04.11.2010            | середня | член Партії регіонів              | тимчасово не працює                                 |
| 15                          | Черкашина Наталія Олександрівна | 04.11.2010            | середня | член Партії регіонів              | Льговська загальноосвітня школа, прибіральниця      |
| 16                          | Риков Віктор Миколайович        | 04.11.2010            | середня | член Партії регіонів              | кафе «Екватор», кухар                               |
| Самовисування               |                                 |                       |         |                                   |                                                     |
| 6                           | Хасанов Махаммед Абділлаєвич    | 04.11.2010            | середня | позапартійний                     | тимчасово не працює                                 |
| 8                           | Таушканова Гульнара Емірівна    | 04.11.2010            | вища    | позапартійна                      | Льговська загальноосвітня школа, вчитель            |
| 10                          | Кобезєва Валентина Миколаївна   | 04.11.2010            | середня | член Партії регіонів              | Льговська сільська лікарська амбулаторія, охоронець |
| 17                          | Сєчина Олена Михайлівна         | 04.11.2010            | середня | позапартійна                      | тимчасово не працює                                 |
| 19                          | Аріфова Ленара Сетмустафаївна   | 04.11.2010            | середня | позапартійна                      | Льговська сільська лікарська амбулаторія, фельдшер  |
| 20                          | Кравченко Ольга Петрівна        | 04.11.2010            | середня | член Партії «Союз»                | Льговська сільська рада, секретар                   |